# هارولد (فیلم)
«هارولد» (انگلیسی: Harold) یک فیلم سینمایی آمریکایی در ژانر کمدی محصول سال ۲۰۰۸ میلادی است که در سال ۲۰۰۸ منتشر شد. از بازیگران آن می‌توان به اسپنسر برسلین، کوبا گودینگ جونیور ، نیکی بلونسکی، و الای شیدی اشاره کرد.